# سفر ۲: جزیره اسرارآمیز
سفر ۲: جزیره اسرارآمیز (به انگلیسی: Journey 2: The Mysterious Island) فیلم سه‌بعدی ماجراجویی آمریکایی در سبک علمی تخیلی به کارگردانی براد پیتون است. این دومین فیلم در یک سری از فیلم‌های سفر، و دنباله سفر به مرکز زمین می‌باشد. پس از اولین فیلم، عاقبت در آخرین رمان ژول ورن، این زمان جزیره اسرارآمیز است.
بازیگرانی همچون دواین جانسون، مایکل کین، جاش هاچرسون، ونسا هاجنز، لوئیس گازمن، و کریستین دیویس در این فیلم ایفای نقش می‌کنند. داستان فیلم توسط ریچارد اوتن، برایان گان و گان خوانده شده، و سناریو نیز توسط گان برایان و مارک نوشته شده‌است. سفر ۲: جزیره اسرارآمیز در تاریخ ۱۰ فوریه ۲۰۱۲ در آمریکا منتشر شد.